# Landor (rivier)
De Landor is een rivier in de regio Gascoyne in West-Australië.

## Geschiedenis
De naam van de rivier werd voor het eerst in 1882 door landmeter H.S. Carey vermeld. De rivier werd vermoedelijk naar E.W. Landor (1811-1878) vernoemd, een advocaat, magistraat en auteur uit Perth.

## Geografie
De Landor ontstaat op een hoogte van 383 meter boven de zeespiegel ten noorden van Mount Erong. De rivier stroomt 32 kilometer in noordelijke richting alvorens nabij de hofstede van het Landor Station in de rivier Gascoyne uit te monden. Ze wordt gevoed door onder meer volgende waterlopen:
- Fleury Creek (368m)
- Flinerty Creek (358m)